# Nemoria bipunctata
Nemoria bipunctata là một loài bướm đêm trong họ Geometridae.